# Filipești
Filipeşti é uma comuna romena localizada no distrito de Bacău, na região de Moldávia. A comuna possui uma área de 68.15 km² e sua população era de 4738 habitantes segundo o censo de 2007.